# Campionato europeo maschile di pallacanestro 1947
Il 5º Campionato Europeo Maschile di Pallacanestro FIBA (noto anche come FIBA EuroBasket 1947) si è tenuto dal 27 aprile al 3 maggio 1947 a Praga in Cecoslovacchia.
I Campionati europei maschili di pallacanestro sono una manifestazione biennale tra le squadre nazionali organizzato dalla FIBA Europe.

## Sede delle partite
| Città | Impianto       | Impianto | Capienza |
| ----- | -------------- | -------- | -------- |
| Praga | Palestra Sokol |          | -        |

## Partecipanti
Le nazioni partecipanti sono quattordici divise in quattro gironi composti due da quattro squadre e due da tre.
| Gruppo A                                           | Gruppo B | Gruppo C                       | Gruppo D                             |
| -------------------------------------------------- | --- | ------------------------------ | ------------------------------------ |
| - Romania - Polonia - Cecoslovacchia - Paesi Bassi | - Ungheria - Jugoslavia - [[File: Flag of the Soviet Union (1936 – 1955).svg\|class=noviewer\| Unione Sovietica (bandiera)\|border\|20x16px]] [[Nazionale maschile di pallacanestro dell' Unione Sovietica\| Unione Sovietica]] | - Bulgaria - Austria - Francia | - Albania - Italia - Belgio - Egitto |

## Gironi di qualificazione
Nei gironi di qualificazione la vincente di ogni partita conquista due punti, la perdente uno. Le prime due di ogni girone accedono ai gironi che definiranno le prime otto posizioni, le altre lotteranno per i posti dal nono al quattordicesimo.

### Gruppo A
| Team              | V - P | Pf - Ps   | Pt | +/-  |
| ----------------- | ----- | --------- | -- | ---- |
| 1. Cecoslovacchia | 3 - 0 | 208 - 61  | 6  | +147 |
| 2. Polonia        | 2 - 1 | 108 - 106 | 5  | +2   |
| 3. Romania        | 1 - 2 | 107 - 157 | 4  | -50  |
| 4. Paesi Bassi    | 0 - 3 | 84 - 183  | 3  | -99  |

| Praga | Polonia | 51 – 32 (19-12) | Romania |  |

| Praga | Cecoslovacchia | 93 – 19 (46-10) | Paesi Bassi |  |

| Praga | Polonia | 40 – 23 (11-13) | Paesi Bassi |  |

| Praga | Romania | 25 – 64 (8-26) | Cecoslovacchia |  |

| Praga | Paesi Bassi | 42 – 50 (16-13) | Romania |  |

| Praga | Cecoslovacchia | 51 – 17 (18-5) | Polonia |  |

### Gruppo B
| Team | V - P | Pf - Ps  | Pt | +/- |
| --- | ----- | -------- | -- | --- |
| 1. [[File: Flag of the Soviet Union (1936 – 1955).svg\|class=noviewer\| Unione Sovietica (bandiera)\|border\|20x16px]] [[Nazionale maschile di pallacanestro dell' Unione Sovietica\| Unione Sovietica]] | 2 - 0 | 112 - 44 | 4  | +68 |
| 2. Ungheria | 1 - 1 | 83 - 89  | 3  | -6  |
| 3. Jugoslavia | 0 - 2 | 38 - 100 | 2  | -62 |

| Praga | Unione Sovietica | 50 – 11 (23-8) | Jugoslavia |  |

| Praga | Unione Sovietica | 62 – 33 (28-18) | Ungheria |  |

| Praga | Jugoslavia | 27 – 50 (14-22) | Ungheria |  |

### Gruppo C
| Team        | V - P | Pf - Ps  | Pt | +/-  |
| ----------- | ----- | -------- | -- | ---- |
| 1. Francia  | 2 - 0 | 167 - 38 | 4  | +129 |
| 2. Bulgaria | 1 - 1 | 88 - 80  | 3  | +8   |
| 3. Austria  | 0 - 2 | 19 - 156 | 2  | -137 |

| Praga | Bulgaria | 56 – 13 (27-4) | Austria |  |

| Praga | Francia | 100 – 6 (50-4) | Austria |  |

| Praga | Francia | 67 – 32 (26-12) | Bulgaria |  |

### Gruppo D
| Team       | V - P | Pf - Ps  | Pt | +/-  |
| ---------- | ----- | -------- | -- | ---- |
| 1. Egitto  | 3 - 0 | 193 - 92 | 6  | +101 |
| 2. Belgio  | 2 - 1 | 183 - 78 | 5  | +105 |
| 3. Italia  | 1 - 2 | 119 - 92 | 4  | +27  |
| 4. Albania | 0 - 3 | 45 - 278 | 3  | -233 |

| Praga | Italia | 60 – 15 (22-11) | Albania |  |

| Praga | Belgio | 35 – 46 (13-12) | Egitto |  |

| Praga | Belgio | 114 – 11 (65-7) | Albania |  |

| Praga | Egitto | 43 – 38 (19-20) | Italia |  |

| Praga | Albania | 19 – 104 (12-49) | Egitto |  |

| Praga | Italia | 21 – 34 (12-18) | Belgio |  |

## Seconda fase
Le prime due di ogni girone della Prima Fase entrano nei gruppi 1 e 2 che si contenderanno le posizioni dal primo all'ottavo posto, le altre formano i gruppi 3 e 4 che giocheranno per le posizioni dalla nove alla quattordici. La vittoria vale due punti la sconfitta uno.

### Gruppo 1
| Team              | V - P | Pf - Ps   | Pt | +/- |
| ----------------- | ----- | --------- | -- | --- |
| 1. Cecoslovacchia | 3 - 0 | 116 - 99  | 6  | +17 |
| 2. Belgio         | 2 - 1 | 86 - 85   | 5  | +1  |
| 3. Francia        | 1 - 2 | 93 - 100  | 4  | -7  |
| 4. Ungheria       | 0 - 3 | 116 - 127 | 3  | -11 |

| Praga | Ungheria | 48 – 52 (26-22) | Cecoslovacchia |  |

| Praga | Francia | 26 – 27 (14-7) | Belgio |  |

| Praga | Belgio | 30 – 27 (22-16) | Ungheria |  |

| Praga | Francia | 22 – 32 (7-16) | Cecoslovacchia |  |

| Praga | Ungheria | 41 – 45 (18-17) | Francia |  |

| Praga | Cecoslovacchia | 32 – 29 (21-15) | Belgio |  |

### Gruppo 2
| Team | V - P | Pf - Ps   | Pt | +/- |
| --- | ----- | --------- | -- | --- |
| 1. [[File: Flag of the Soviet Union (1936 – 1955).svg\|class=noviewer\| Unione Sovietica (bandiera)\|border\|20x16px]] [[Nazionale maschile di pallacanestro dell' Unione Sovietica\| Unione Sovietica]] | 3 - 0 | 137 - 74  | 6  | +63 |
| 2. Egitto | 2 - 1 | 135 - 112 | 5  | +23 |
| 3. Polonia | 1 - 2 | 78 - 115  | 4  | -37 |
| 4. Bulgaria | 0 - 3 | 89 - 138  | 3  | -49 |

| Praga | Polonia | 28 – 52 (10-35) | Egitto |  |

| Praga | Unione Sovietica | 55 – 24 (16-14) | Bulgaria |  |

| Praga | Unione Sovietica | 46 – 32 (21-13) | Egitto |  |

| Praga | Bulgaria | 27 – 32 (16-16) | Polonia |  |

| Praga | Egitto | 51 – 38 (30-13) | Bulgaria |  |

| Praga | Polonia | 18 – 36 (5-21) | Unione Sovietica |  |

### Gruppo 3
| Team       | V - P | Pf - Ps  | Pt | +/-  |
| ---------- | ----- | -------- | -- | ---- |
| 1. Romania | 2 - 0 | 142 - 42 | 4  | +100 |
| 2. Austria | 1 - 1 | 67 - 96  | 3  | -29  |
| 3. Albania | 0 - 2 | 46 - 117 | 2  | -71  |

| Praga | Austria | 23 – 69 (14-19) | Romania |  |

| Praga | Albania | 19 – 73 (11-35) | Romania |  |

| Praga | Albania | 27 – 44 (10-18) | Austria |  |

### Gruppo 4
| Team           | V - P | Pf - Ps | Pt | +/- |
| -------------- | ----- | ------- | -- | --- |
| 1. Italia      | 1 - 1 | 93 - 72 | 3  | +21 |
| 2. Paesi Bassi | 1 - 1 | 65 - 66 | 3  | -1  |
| 3. Jugoslavia  | 1 - 1 | 65 - 85 | 3  | -20 |

| Praga | Italia | 59 – 33 (31-17) | Jugoslavia |  |

| Praga | Italia | 34 – 39 (22-22) | Paesi Bassi |  |

| Praga | Jugoslavia | 32 – 26 (22-12) | Paesi Bassi |  |

## Finali
Le prime classificate dei gruppi 1 e 2 giocano per la medaglia d'oro, le seconde per il terzo posto, le terze per il quinto e le quarte per l'ottavo. Le prime dei qruppi 3 e 4 giocano per il nono posto, le seconde per l'undicesimo e le terze per il tredicesimo.
13º - 14º posto
| Praga | Jugoslavia | 90 – 13 (50-3) | Albania |  |

11º - 12º posto
| Praga | Paesi Bassi | 54 – 33 (25-11) | Austria |  |

9º - 10º posto
| Praga | Italia | 55 – 39 (28-17) | Romania |  |

7º - 8º posto
| Praga | Ungheria | 59 – 29 (27-11) | Bulgaria |  |

5º - 6º posto
| Praga | Francia | 62 – 29 (21-18) | Polonia |  |

3º - 4º posto
| Praga | Egitto | 50 – 48 (19-20) | Belgio |  |

1º - 2º posto
| Praga | Unione Sovietica | 56 – 37 (33-14) | Cecoslovacchia |  |

## Classifica finale
| Campione d'Europa | Campione d'Europa | Campione d'Europa |
| --- | ----------------- | --- |
| [[File: Flag of the Soviet Union (1936 – 1955).svg\|class=noviewer\| Unione Sovietica (bandiera)\|border\|150px]] Unione Sovietica3 Ušakov, 4 Kolpakov, 5 Butautas, 6 Lõssov, 7 Alekseev, 8 Jorjik'ia, 9 Konev, 10 Korkia, 11 Kullam, 12 Kulakauskas, 13 Lagunavičius, 14 Moiseev, 15 Petkevičius, 16 Tarasov, All. Stepan Spandarjan |                   | |
| Argento | Cecoslovacchia    | Cecoslovacchia3 Drvota, 4 Bobocký, 5 Kozák, 6 Krása, 7 Trpkoš, 8 Velenský, 9 Toms, 12 Bělohradský, 13 Ezr, 14 Dostál, 15 Fráňa, 16 Vondráček, 17 Mrázek, 18 Hermann, All. Josef Fleischlinger                        |
| Bronzo | Egitto            | Egitto3 Tadros, 5 Acher, 6 el-Kheir, 7 Calife, 8 Montassir, 9 Moawad, 10 Selim, 11 Abbas, 12 Catafago, 13 Hafez, 14 Yehia, 15 Saleh, All. -                                                                          |
| 4. | Belgio            | Belgio3 Van Wambeke, 4 Steurbaut, 5 Meuris, 6 Baert, 7 Hermans, 8 Kets, 9 Coosemans, 10 Poppe, 11 A. Hollanders, 12 H. Hollanders, 13 De Pauw, 14 Van Damme, 15 Rossius, 16 Pirard, All. Raymond Briot               |
| 5. | Francia           | Francia3 Perrier, 4 Duperray, 5 Busnel, 6 Gravas, 7 Thiolon, 8 Lesmayoux, 9 Chocat, 10 Guillou, 11 Favory, 12 Béziers, 13 Frézot, 14 Girardot, 15 Goeuriot, 16 Faucherre, All. Michael Rutzgis                       |
| 6. | Polonia           | Polonia3 Żyliński, 4 Barszczewski, 5 Bartosiewicz, 6 Arlet, 7 Dowgird, 8 Jarczyński, 9 Jaźnicki, 10 Stok, 11 Markowski, 13 Ulatowski, 14 Maleszewski, 15 Resich, All. Józef Pachla                                   |
| 7. | Ungheria          | UngheriaA. Bánkuti, B. Bánkuti, Tóth, Kassai, Királyhidi, Mezőfi, Németh, Nádasdy, Timár-Geng, Vadászi, Bajári, Kardos, All. István Király                                                                           |
| 8. | Bulgaria          | Bulgaria3 Temkov, 4 Hajtov, 5 Katerinski, 6 Damjanov, 7 Šarkov, 8 Karanov, 9 Peev, 10 Georgiev, 11 Dimitrov, 12 Kolev, 13 Rajkov, 14 Asenov, 15 Takev, 16 Simanov, All. Georgi Petkov                                |
| 9. | Italia            | Italia3 Rubini, 4 De Nardus, 5 Cattarini, 6 Primo, 7 Miliani, 8 Fagarazzi, 9 Ferriani, 10 Garlato, 11 Radici, 12 Pellarini, 13 Garbosi, 14 Cerioni, 15 Tracuzzi, 16 Lucentini, All. Mino Pasquini, Elliott Van Zandt |
| 10. | Romania           | Romania3 Herold, 4 Bădulescu, 5 H. Dlugoš, 6 Ferencz, 7 H. Kevorkian, 8 P. Marossi, 9 A. Popescu, 10 Sădeanu, 11 Teodorescu, 12 Vulescu, 13 V. Popescu, 14 Neagu, 21 C. Babaliescu, All. C. Virgolici                |
| 11. | Paesi Bassi       | Paesi Bassi4 H. Koper, 5 J. Koper, 6 van Laar, 7 van Someren, 8 Cupido, 9 Hau, 10 van der Veen, 11 Brandt, 12 Werner, 13 B. Winkel, All. Dick Schmüll                                                                |
| 12. | Austria           | Austria3 Zsak, 4 Bohman, 5 Eder, 6 Ganglberger, 7 Glück, 8 Haselbacher, 9 Paulin, 10 Pitsch, 11 Ledl, 12 Schreiweis, 13 Pollak, 14 Schmidt, 15 Frankl, 16 Vostatek, All. -                                           |
| 13. | Jugoslavia        | Jugoslavia3 Rochlitzer, 4 Marjanović, 5 Cvetković, 6 Grkinić, 7 Demšar, 8 Popović, 9 Munćan, 10 Gec, 11 Milojković, 12 Kalember, 13 Kovačević, 14 Olivieri, 15 Stefanović, All. Stevica Čolović                      |
| 14. | Albania           | Albania3 Peshkopia, 4 Pilku, 5 Kurani, 6 Zavalani, 7 D. Toptani, 8 F. Toptani, 9 Koljaka, 10 Goga, All. Naim Pilku                                                                                                   |

## Premi individuali
- MVP del torneo: [[File:

Flag of the Soviet Union (1936 – 1955).svg|class=noviewer|
Unione Sovietica (bandiera)|border|20x16px]] Joann Lõssov